# Claudia Cardinale
Claudia Cardinale (Tunisz, 1938. április 15. –) tunéziai születésű olasz színésznő, az 1960-1970-es évek egyik legnagyobb európai szexszimbóluma. Leghíresebb szerepeit Federico Fellini 8½ (1963) és Sergio Leone Volt egyszer egy Vadnyugat (1968) című filmjében játszotta.

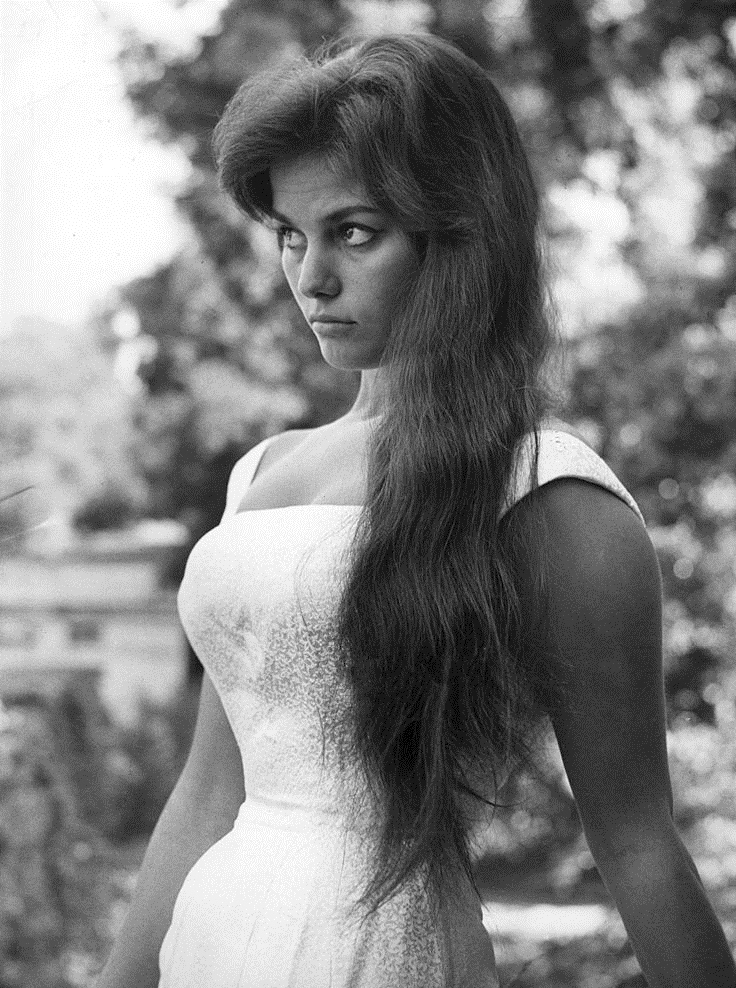
1957-ben

## Pályája

### A kezdetek
Eredeti neve Claude Joséphine Rose Cardin. Szicíliai apától és francia anyától született Tuniszban. Apjától tanult némi szicíliai nyelvet, a helyi arab dialektust beszélte anyanyelve mellett, olaszul 18 éves koráig nem is igen szólalt meg. Eredetileg tanárnak készült, de 1957-ben megnyerte az Unitalia-Film által szervezett szépségversenyt Tunéziában, és ez belépőt jelentett számára a filmkarrierhez. A verseny díja egy utazás volt Velencébe, ahol az olasz filmesek azonnal felfigyeltek rá. A Vides Films hétéves szerződést kötött vele.
A Goha című filmben debütált 1958-ban, majd még ugyanabban az évben mellékszerepet kapott Mario Monicelli Ismeretlen ismerősök (I soliti ignoti) című, nemzetközi sikert aratott filmjében, amelyben Vittorio Gassman és Marcello Mastroianni is játszottak. Ebben az időszakban főleg Franco Cristaldi, a Vides producere menedzselte. (1966–1975 között a férje is ő volt.) A filmszerződés rengeteg kötöttséget rótt rá: engedély nélkül nem vágathatta le a haját, nem hízhatott meg (és nem mehetett férjhez).
Az 1960-as években már számos filmben szerepelt, főképp olasz produkciókban. Kezdetben korlátozott olasz nyelvtudása miatt szinkronizálták.
Fontos szerepet kapott Mauro Bolognini A szép Antonio (Il bell'Antonio) című alkotásában (1960), ismét Marcello Mastroiannival, akivel később is gyakran játszott együtt. Az első komoly drámai szerepet Valerio Zurlini La ragazza con la valigia („A Lány bőrönddel”) című filmjében kapta, 1961-ben.

### Nagy európai filmek

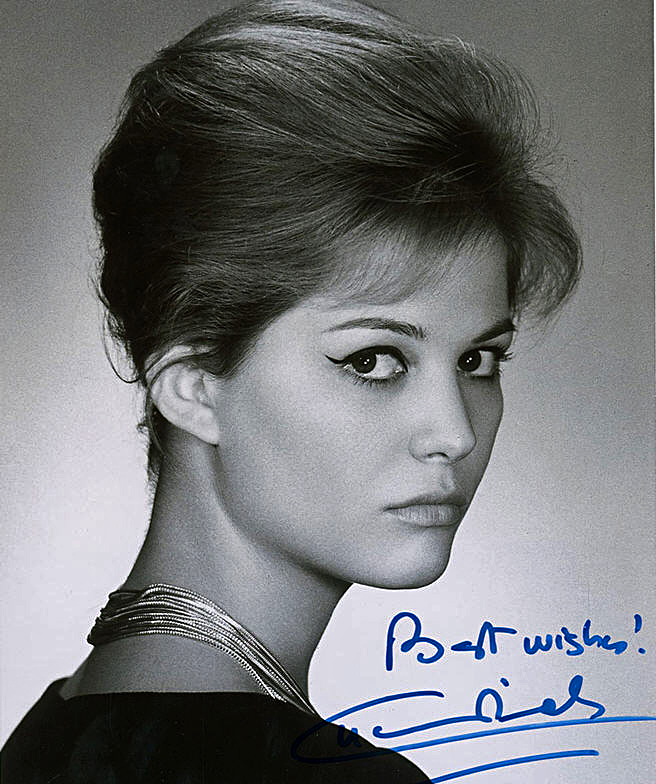
Dedikált képe, 1960

Először 1960-ban került munkakapcsolatba Luchino Viscontival, amikor a neves rendező Rocco és fivérei című ünnepelt neorealista jellegű filmjében mellékszerepet játszott. Visconti észrevette tehetségét, és 1963-ban neki adta A Párduc egyik főszerepét olyan nagy sztárok mellett, mint Burt Lancaster és Alain Delon.
Az 1963-as esztendő fontos volt a pályáján. Ebben az évben játszotta el Maria szerepét Luigi Comencini Bube szerelmese (La ragazza di Bube) című filmjében, amivel Ezüst Szalag díjat nyert.
Abban az évben dolgozhatott együtt először az olasz mozi nagymesterével, Federico Fellinivel is, akitől az azóta a klasszikusok közé emelkedett film, a 8½ egyik fontos szerepét kapta. (A férfi főszereplő Mastroianni.) Ez volt az első film, amelyben olaszul szólalt meg a filmvásznon. „Amikor megérkeztem az első forgatásomra, egy szót sem tudtam beszélni (olaszul). Úgy éreztem, a Holdra kerültem. Nem értettem, miről beszélnek. És franciául beszéltem, tény, hogy szinkronizáltak. Federico Fellini volt az első, aki felhasználta a hangomat. Azt hiszem, nagyon furcsa volt a hangom” – mondta később egy interjúban.
Ez a furcsa akcentus azonban még érdekesebbé tette mint színésznőt, a Fellini-filmben játszott szerepe bár rövid, de emlékezetes volt, és ezzel az olyan nemzetközi hírű olasz női sztárok és szexszimbólumok nyomdokaiba lépett, mint Gina Lollobrigida és Sophia Loren. A francia Brigitte Bardot megjegyezte: „Már tudom, kinek az a sorsa, hogy átvegye a helyemet. BB után CC jön, nem?” Claudia azonban nem elégedett meg ezzel a szerepkörrel: mindig újra és újra bizonyította, hogy nemcsak gyönyörű nő, tehetséges színésznő is.

### Hollywood
Sohasem tett kísérletet arra, hogy betörjön Hollywood világába, mivel nem szívesen hagyta el Európát hosszabb időre, de több hollywoodi filmben is szerepelt. „Ha nem vagy angol, akkor külföldi vagy – és akkor szexinek kell lenned. Régi brit klisé” – mondta Cardinale.
Az első amerikai film, amelyben játszott, A rózsaszín párduc volt, de ezt még Olaszországban forgatták, 1964-ben. Blake Edwards filmjében Dala hercegnő szerepét játszotta, hangját angolra szinkronizálták. Még ugyanabban az évben azonban már saját hangján szólalt meg angolul a vásznon, Samuel Bronston A cirkusz világa (Circus World) című filmjében.

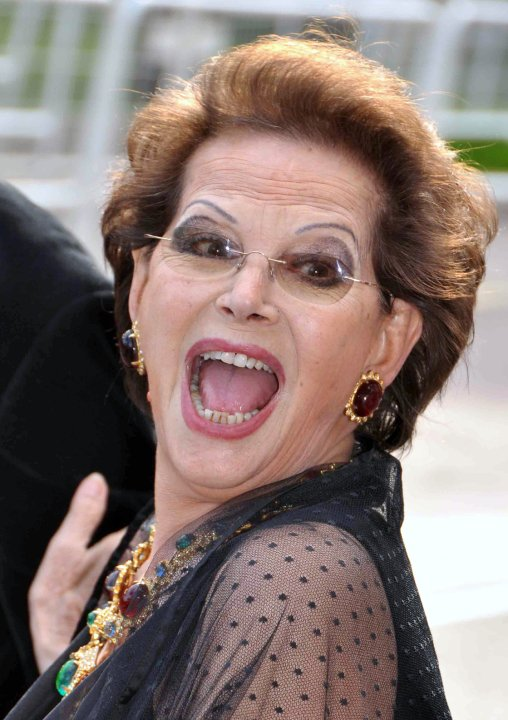
Cannes, 2010

## Magánélete
Saját bevallása szerint sohasem ment férjhez, de gyanítják, hogy Franco Cristaldival összeházasodtak. 1975 óta Pasquale Squitierivel él, aki ma már Olaszország szenátora. Két gyermeke van; fia, Patrick, azután született, hogy 17 éves korában Claudiát egy francia férfi megerőszakolta (Cristaldi később örökbe fogadta). Leánya Squitieritől született.
Liberális, erős politikai nézetekkel rendelkezik, kiáll a nők és a melegek jogaiért. 1999 óta az UNESCO női jogokért felelős jószolgálati nagykövete. Több ízben fejezte ki büszkeségét tunéziai születése felett. (Az Un été à La Goulette című tunéziai filmben szerepet is vállalt.)
2008 óta a francia becsületrend lovagja.
Moi Claudia, Toi Claudia címmel önéletrajzi könyvet adott ki.

## Filmográfia

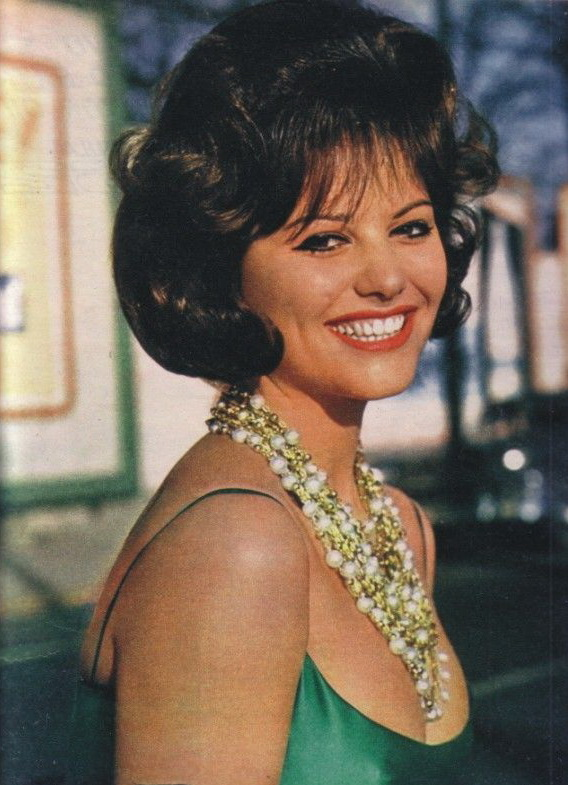
Claudia Cardinale 1962-ben

### 1950-es évek
- I giorni dell’amore (Goha), rendezte Jacques Baratier (1958)
- Ismeretlen ismerősök (I soliti ignoti), rendezte Mario Monicelli (1958)
- Három idegen Rómában (3 straniere a Roma, rendezte Claudio Gora (1958)
- La prima notte, rendezte Alberto Cavalcanti (1959)
- A bíró (Il magistrato), rendezte Luigi Zampa (1959)
- Zsákutcában (Un maledetto imbroglio), rendezte Pietro Germi (1959)[17]
- Milánói balhé (Audace colpo dei soliti ignoti), rendezte Nanni Loy (1959)
- Földszinten és emeleten (Su e giù per le scale, Upstairs and Downstairs), rendezte Ralph Thomas (1959)
- Anneaux d’or, rendezte René Vautier (1959) – Corto

### 1960-as évek
- Déli szél (Vento del sud), rendezte Enzo Provenzale (1960)
- A szép Antonio (Il bell'Antonio), rendezte Mauro Bolognini (1960)[18]
- Napóleon Austerlitznél (Napoleone ad Austerlitz), La battaglia di Austerlitz ), rendezte Abel Gance (1960)
- Rocco és fivérei (Rocco e i suoi fratelli), rendezte Luchino Visconti (1960)
- A delfinek (I delfini), rendezte Citto Maselli (1960)
- Leány bőrönddel (La ragazza con la valigia), rendezte Valerio Zurlini (1961)
- Szeretők (La viaccia), rendezte Mauro Bolognini (1961)
- Elszabadult oroszlánok (I leoni scatenati, Les lions sont lâchés), rendezte Henri Verneuil (1961)
- Auguste, rendezte Pierre Chevalier (1961) – Cameo
- Cartouche, rendezte Philippe de Broca (1962)[19]
- Senilità, rendezte Mauro Bolognini (1962)
- 8½ (Otto e mezzo), rendezte Federico Fellini (1963))[20]

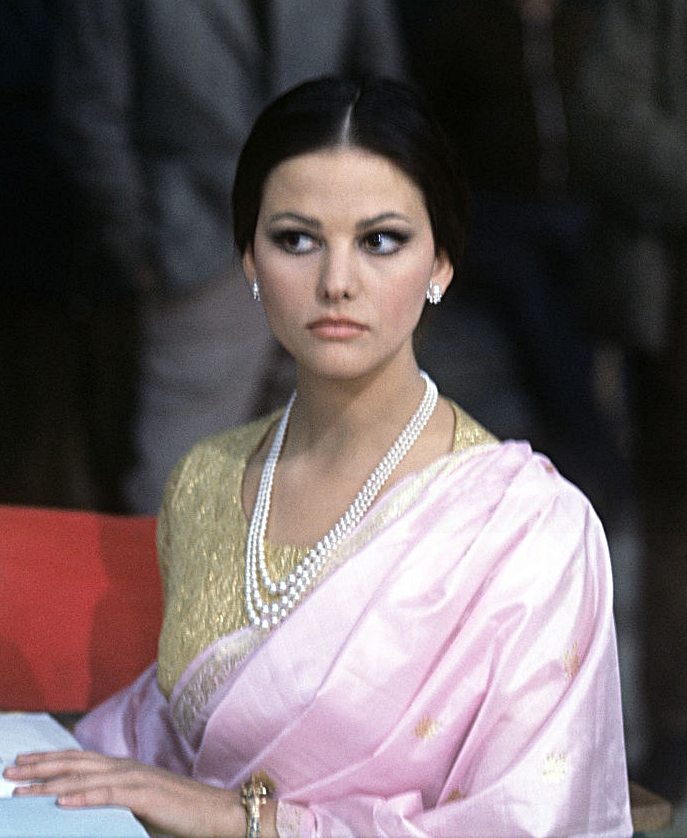
A rózsaszín párducban

- A párduc (Il gattopardo), rendezte Luchino Visconti (1963)
- A rózsaszín párduc (The Pink Panther), rendezte Blake Edwards (1963)[21]
- Bube szerelmese (La ragazza di Bube), rendezte Luigi Comencini (1963)[22]
- A közönyösök (Gli indifferenti), rendezte Citto Maselli (1964)[23]
- A cirkusz világa (Il circo e la sua grande avventura, Circus World), rendezte Henry Hathaway (1964)
- A felszarvazott (Il magnifico cornuto))'', rendezte Antonio Pietrangeli (1964)
- A Göncöl nyájas csillagai (Vaghe stelle dell'Orsa), rendezte Luchino Visconti (1965)
- L’affare Blindfold (Blindfold), rendezte Philip Dunne (1965)
- Elveszett dicsőség (Né onore né gloria) (Lost Command), rendezte Mark Robson (1966)[24]
- Szerencsevadászok (The Professionals), rendezte Richard Brooks (1966)
- Tündéri nők, (Le fate), episodio Fata Armenia, rendezte Mario Monicelli (1966)
- Una rosa per tutti, rendezte Franco Rossi (1966)
- Ne kelts feltűnést (Piano, piano non t'agitare!) (Don't Make Waves), rendezte Alexander Mackendrick (1967)
- La amante estelar, rendezte Antonio de Lara (1968) – Corto
- Mint a bagoly nappal (Il giorno della civetta), rendezte Damiano Damiani (1968)
- Pokolba a hősökkel (I contrabbandieri del cielo) (The Hell with Heroes), rendezte Joseph Sargent (1968)
- Nem mindennapi pár (Ruba al prossimo tuo), rendezte Francesco Maselli (1968)
- Volt egyszer egy Vadnyugat (C'era una volta il West), (Once Upon a Time in the West) rendezte Sergio Leone (1968)[25]
- Certo, certissimo, anzi... probabile, rendezte Marcello Fondato (1969)
- Az Úr esztendejében, (Nell’anno del Signore), rendezte Luigi Magni (1969)
- A jégsziget foglyai, (La tenda rossa) (Krasnaya palatka), rendezte Mikhail Kalatozov (1969)
- Őrült napok (Certo certissimo … anzi probabile) (1969)

### 1970-es évek
- Gerard kalandjai (Le avventure di Gerard, The Adventures of Gerard), rendezte Jerzy Skolimowski (1970)[26]
- Popsy Pop (Fuori il malloppo), rendezte Jean Herman (1971)
- Olajkeresők (Le pistolere, Les pétroleuses), rendezte Christian-Jaque (1972)
- Jó megjelenésű ausztráliai feleséget keres (Bello, onesto, emigrato Australia sposerebbe compaesana illibata), rendezte Luigi Zampa (1971)
- Az audiencia (L'udienza), rendezte Marco Ferreri (1972)
- A bajhozó (Il clan dei marsigliesi, La scoumoune), rendezte José Giovanni (1972)
- Il giorno del furore (Days of Fury), rendezte Antonio Calenda (1972)
- I guappi, rendezte Pasquale Squitieri (1974)
- Meghitt családi kör (Gruppo di famiglia in un interno), rendezte Luchino Visconti (1974) – Cameo
- Libera, szerelmem (Libera, amore mio!), rendezte Mauro Bolognini (1975)[27]
- Éjfélkor indul útjára a gyönyör (A mezzanotte va la ronda del piacere), rendezte Marcello Fondato (1975)[28]
- Qui comincia l'avventura, rendezte Carlo Di Palma (1975)
- A köz szemérme (Il comune senso del pudore), rendezte Alberto Sordi (1976)
- A vasprefektus (Il prefetto di ferro), rendezte Pasquale Squitieri (1977)[29]
- Goodbye és ámen (L'uomo della CIA), rendezte Damiano Damiani (1977)
- L’arma, Jerry Jameson és Pasquale Squitieri rendezte (1978)
- Una donna due passioni (La part du feu), rendezte Étienne Périer (1978)
- L’amante proibita (La petite fille en velours bleu), rendezte Alan Bridges (1978)
- Corleone, rendezte Pasquale Squitieri (1978)
- Műgyűjtők és kalandorok előnyben (Amici e nemici, Escape to Athena), rendezte George P. Cosmatos (1979)

### 1980-as évek
- Si salvi chi vuole, rendezte Roberto Faenza (1980)
- A gyilkos szalamandra (La salamandra, The Salamander), rendezte Peter Zinner (1981)
- A bőr (La pelle), rendezte Liliana Cavani (1981)
- Fitzcarraldo, rendezte Werner Herzog (1982)
- Trail of the Pink Panther, rendezte Blake Edwards (1982) (az első filmből vett részletekben)
- Széplány ajándékba (Il regalo, Le cadeau), rendezte Michel Lang (1982)
- Öt láda aranyrög (Le ruffian), rendezte José Giovanni (1983)
- IV. Henrik (Enrico IV), rendezte Marco Bellocchio (1984)
- Claretta, rendezte Pasquale Squitieri (1984)
- A csodák asszonya (La donna delle meraviglie), rendezte Alberto Bevilacqua (1985)
- Jövő nyáron (L’estate prossima, L’été prochain), rendezte Nadine Trintignant (1985)
- Egy szerelmes férfi (Un uomo innamorato, Un homme amoureux), rendezte Diane Kurys (1987)
- Blu elettrico, rendezte Elfriede Gaeng (1988)
- Hiver 54, labbé Pierre, rendezte Denis Amar (1989)
- Una cascata d’oro (1983)

### 1990-től napjainkig
- Atto di dolore, rendezte Pasquale Squitieri (1990)
- La battaglia dei tre tamburi di fuoco (La batalla de los Tres Reyes), Souheil Ben-Barka és Uchkun Nazarov rendezte (1990)
- Mayrig, rendezte Henri Verneuil (1991)
- Quella strada chiamata paradiso (588 Rue Paradis), rendezte Henri Verneuil (1992)
- Il figlio della Pantera Rosa (Son of the Pink Panther), rendezte Blake Edwards (1993)
- Elles ne pensent qu’à ça..., rendezte Charlotte Dubreuil (1994)
- Un été à La Goulette, rendezte Fred Boughedir (1996) – Cameo
- Sous les pieds des femmes, rendezte Rachida Krim (1997)
- Stupor Mundi rendezte Pasquale Squitieri (1997)
- Riches, belles, etc., rendeztei Bunny Godillot (1998)
- Un café... l’addition, Félicie Dutertre és François Rabes rendezte (1999) – Corto
- Li chiamarono... briganti!, regia di Pasquale Squitieri (1999)
- A bánat felindítása (Atto di dolore) (1990)
- Mayrig (Mayrig) (1991)
- Rue Paradise 588 (588, rue Paradis) (1992)
- A rózsaszín párduc fia (Son of the Pink Panther) (1993)
- A nők csak azt akarják (Elles ne pensent qu'a ça...) (1993)
- Nostromo (Nostromo) (1995)
- Egy nyár La Goulette-ben (Un été a La Goulette) (1996)
- Tűzsivatag (Deserto di fuoco) (1997)
- Vörös haj, tengerzöld szemek („Mia, Liebe meines Lebens”) (1998)
- Li chiamarono briganti! (1999)
- Luchino Visconti (1999)
- And now… Ladies and Gentlemen (2002)[30]
- And Now– Ladies and Gentlemen, regia di Claude Lelouch (2002)
- Le démon de midi, regia di Marie-Pascale Osterrieth (2005)
- Cherche fiancé tous frais payés, regia di Aline Issermann (2007)
- Le Fil, regia di Mehdi Ben Attia (2009)
- Signora Enrica, regia di Ali Ilhan (2010)
- Tre destini un solo amore (Un balcon sur la mer), regia di Nicole Garcia (2010) – Cameo
- Father, regia di Pasquale Squitieri (2011)
- Joy de V., regia di Nadia Szold (2011)
- Gebo e l’ombra, regia di Manoel de Oliveira (2012)
- El artista y la modelo, regia di Fernando Trueba (2012)
- Deauville, regia di Miguel Cruz Carretero (2012)
- Diventare italiano con la signora Enrica, regia di Ali Ilhan (2012)
- Effie, regia di Richard Laxton (2012)
- Piccolina bella, regia di Anna Scaglione (2012)
- El artista y la modelo, regia di Fernando Trueba (2012)
- La montagna silenziosa, regia di Ernst Gossner (2013)
- Joy de V., regia di Nadia Szold (2013)
- Ultima fermata, regia di Giambattista Assanti (2013)
- Più buio di mezzanotte non può fare, regia di Sebastiano Riso (2013)

### Televíziós szerepei
- A názáreti Jézus (Gesù di Nazareth), rendezte Franco Zeffirelli (1977)
- La principessa Daisy (Princess Daisy), rendezte Waris Hussein – tévés minisorozat (1983)
- La Storia, rendezte Luigi Comencini (1986)
- Kutyaorr (Naso di cane), rendezte Pasquale Squitieri (1986)
- A francia forradalom (La rivoluzione francese, La révolution française), Robert Enrico és Richard T. Heffron rendezte (1989), Polignac hercegné
- Flash – Der Fotoreporter sorozat Das Zweite Gesicht der Aida c. epizódja, rendezte Gero Erhardt (1993)
- Mayrig, rendezte Henri Verneuil (1993)
- 10-07: L’affaire Zeus, rendezte Richard Ciupka (1995)
- Nostromo (Joseph Conrad's Nostromo), rendezte Alastair Red – minisorozat (1996)
- Deserto di fuoco, rendezte Enzo G. Castellari (1997)
- Mia per sempre, rendezte Giovanni Soldati (1998)
- Élisabeth – Ils sont tous nos enfants, rendezte Pasquale Squitieri (2000)
- Hold-up à l’italienne, rendezte Claude-Michel Rome (2008)
- Il giorno della Shoah, rendezte Pasquale Squitieri (2010)

### Dokumentumfilmjei
Több dokumentumfilmben is feltűnik, hogy saját pályáját elmesélje, vagy általa ismert filmes személyiségeket mutasson be.
- Claudia Cardinale, rendezte Harry Kümel (1965) – rövidfilm
- Burden of Dreams, rendezte Les Blank (1982) – a Fitzcarraldo készítéséről
- Stelle emigranti, Francesco Bortolini és Claudio Masenza rendezte (1983)
- Italiani dell’altra riva (Italiens de l’autre rive), rendezte Mahmoud Ben Mahmoud (1992)
- Claudia Cardinale, la più bella italiana di Tunisi (Claudia Cardinale, la plus belle italienne de Tunis), rendezte Mahmoud Ben Mahmoud (1994)
- Cannes... les 400 coups], rendezte Gilles Nadeau (1997)
- Kinski, il mio nemico più caro (Mein liebster Feind – Klaus Kinski), rendezte Werner Herzog (1999)
- Luchino Visconti, rendezte Carlo Lizzani (1999)
- Vamps et femmes fatales du cinéma européen, rendezte N.T. Binh (2001) – középhosszú film
- Visconti, rendezte Adam Low (2002)
- L’ultima sequenza, rendezte Mario Sesti (2003) – a 8½-ről
- The Magic of Fellini, rendezte Carmen Piccini (2003)
- Essere Claudia Cardinale, rendezte Stefano Mordini (2005) – középhosszú film
- Sergio Leone: The Way I See Things, rendezte Giulio Reale (2006)
- Marcello, una vita dolce, Mario Canale és Annarosa Morri rendezte (2006)
- Being Claudia Cardinale, rendezte Stefano Mordini (2006)
- Hollywood sul Tevere, rendezte Mario Spagnoli (2009)
- Pietro Germi – Il bravo, il bello, il cattivo, rendezte Claudio Bondi (2009)
- African cats, rendezte Alastair Fothergill (narrátorhang) (2011)
- Belmondo, itinèraire..., rendezte Vincent Perrot (2011)
- L’insolito ignoto – Vita acrobatica di Tiberio Murgia, rendezte Sergio Naitza (2012)
- Gli anni delle immagini perdute, rendezte Adolfo Conti (2012)
- Alberto il Grande, rendezte Carlo Verdone (2013)

## Színházi szerepei
- La Venexiana, rendezte Maurizio Scaparro (2000)
- Come tu mi vuoi, rendezte Pasquale Squitieri (2002-2003)
- Doux oiseaux de jeunesse, rendezte Philippe Adrien (2005)
- Lo zoo di vetro, rendezte Andrea Liberovici (2006-2007)

## Díjak és jelölések
- Berlini Nemzetközi Filmfesztivál
  - 2002 díj: Tiszteletbeli Arany Medve
- David di Donatello-díj
  - 1997 díj: különdíj
  - 1988 díj: Alitalia-díj
  - 1972 díj: legjobb színésznő – Jó megjelenésű ausztráliai feleséget keres
  - 1968 díj: legjobb színésznő – Mint a bagoly nappal
  - 1961 díj: különdíj
- Velencei Filmfesztivál
  - 1993 díj:Arany Oroszlán – Életműdíj
  - 1984 díj: Pasinetti-díj – Claretta
- Italian National Syndicate of Film Journalists
  - 2000 díj: Európai Ezüst szalag
  - 1985 díj: Ezüst szalag (legjobb női főszereplő) – Claretta
  - 1982 díj: Ezüst szalag (legjobb női mellékszereplő) – A bőr
  - 1965 díj: Ezüst szalag (legjobb női főszereplő) – Bube szerelmese
- Filmfest Ludwigsburg
  - 2003 díj: Európai színész-díj
- Flaiano International Prizes
  - 1998 díj: Életműdíj
- Montréal World Film Festival
  - 1990 díj: Fesztivál-díj

## Fordítás
- Ez a szócikk részben vagy egészben  a   Claudia Cardinale című angol Wikipédia-szócikk ezen változatának fordításán alapul.  Az eredeti cikk szerkesztőit annak laptörténete sorolja fel. Ez a jelzés csupán a megfogalmazás eredetét és a szerzői jogokat jelzi, nem szolgál a cikkben szereplő információk forrásmegjelöléseként.